# Mindre kungsfisk
Mindre kungsfisk (Sebastes viviparus), en fisk i familjen drakhuvudfiskar. 

## Utseende
En klart rosafärgad fisk med stora ögon och 5 spetsiga taggar på gällocket. Den nedersta av dessa är vänd bakåt (viktigt artkännetecken). Färgen är ljusare än hos större kungsfisken. Den kan ofta ha upptill 5, ganska otydliga, mörkare tvärband på ryggen. Ryggfenan är mycket lång och uppdelad i två sektioner: En främre, längre del, med kraftiga taggstrålar, och en bakre, högre del med mjuka fenstrålar. Den mindre kungsfisken kan bli upp till 35 centimeter lång och kan väga upp till 2 kilogram.

## Utbredning
Nordatlanten från nordvästra delen till den östra vid Island, norra Norge till Skagerack, norra Nordsjön och sällsynt i Kattegatt. 

## Vanor
Lever i stim på 10 till 300 meters djup, sällsynt ända ner till 750 meter. Drar sig närmare kusten på sommaren. Den mindre kungsfisken kan bli upp till 40 år gammal.
Mindre kungsfisken livnär sig av småfisk och mindre kräftdjur. 

## Fortplantning
Leker under hösten. Fisken är levandefödare med inre befruktning, och hanen har ett särskilt parningsorgan. Honan föder under våren upp till 30 000 3 till 5 millimeter stora ungar, som är pelagiska tills de når en längd av 3 till 4 centimeter. De är mer eller mindre silverfärgade som unga.

## Kommersiell betydelse
Den mindre kungsfisken är en god matfisk som fiskas framför allt med djuphavstrål.